# Tom Reed
Pour les articles homonymes, voir Reed.
Tom Reed est un scénariste, acteur, producteur et réalisateur américain né le 24 décembre 1901 à Shelton, Washington (États-Unis), mort le 17 août 1961 à Long Beach (Californie).

## Filmographie

### comme scénariste
- 1929 : Scandal
- 1929 : Hell's Heroes de William Wyler
- 1930 : Oriente y Occidente
- 1930 : Night Ride
- 1930 : La Tourmente (The Storm)
- 1930 : East Is West de Monta Bell
- 1930 : The Boudoir Diplomat
- 1931 : The Bad Sister
- 1931 : Homicide Squad
- 1931 : Waterloo Bridge
- 1931 : Reckless Living (en)
- 1932 : Murders in the Rue Morgue
- 1932 : Law and Order
- 1932 : Radio Patrol
- 1932 : Afraid to Talk
- 1933 : Laughter in Hell
- 1934 : Bombay Mail
- 1934 : L'Homme aux deux visages (The Man with Two Faces) d'Archie Mayo
- 1934 : Babbitt
- 1935 : The Florentine Dagger
- 1935 : The Case of the Curious Bride
- 1935 : La Fiancée de Frankenstein (Bride of Frankenstein) de James Whale
- 1935 : Mary Jane's Pa
- 1936 : The Case of the Velvet Claws
- 1936 : Love Begins at Twenty
- 1936 : The Captain's Kid
- 1937 : Septième District The Great O'Malley) de William Dieterle
- 1937 : Marry the Girl
- 1939 : On Dress Parade
- 1940 : Calling Philo Vance (en)
- 1940 : The Man Who Talked Too Much
- 1942 : Hello, Annapolis
- 1942 : Les Écumeurs (The Spoilers)
- 1942 : The Loves of Edgar Allan Poe
- 1942 : La Fièvre de l'or noir (Pittsburgh)
- 1943 : Rencontre à Londres (Two Tickets to London)
- 1944 : Dans la chambre de Mabel (Up in Mabel's Room) d'Allan Dwan
- 1947 : La Rose du crime (Moss Rose) de Gregory Ratoff
- 1947 : The Spirit of West Point
- 1948 : Brahma taureau sauvage (The Untamed Breed)
- 1949 : Red Stallion in the Rockies
- 1951 : Trois Troupiers (Soldiers Three) de Tay Garnett
- 1953 : Le Justicier impitoyable (Back to God's Country)

### comme acteur
- 1941 : Deux nigauds soldats (Buck Privates) : Lieutenant

### comme producteur
- 1937 : Bad Guy

### comme réalisateur
- 1936 : The Captain's Kid